# Kalifornizacja potrzeb
Kalifornizacja potrzeb – opisane przez Ken’ichiego Ōmae zjawisko upodabniania się (konwergencji) potrzeb i gustów konsumentów będące efektem globalizacji i rozpowszechniania się kultury masowej.
Konsumenci (bez względu na miejsce pochodzenia czy zamieszkania) dążą do zapewnienia sobie stylu życia, charakterystycznego dla mieszkańców bardziej rozwiniętych ekonomicznie krajów. W konsekwencji zarówno w krajach bardziej zamożnych jak i biedniejszych pojawia się popyt na te same dobra i usługi. Zanika powiązanie dóbr i usług z określonymi kulturami narodowymi, stają się więc one produktami globalnymi. Jest to szczególnie widoczne w branży hi-tech.
Zjawisko to zostało najpełniej zobrazowane w stwierdzeniu: „W pewnym sensie można powiedzieć, że wszyscy chcą żyć i robić zakupy w Kalifornii, następuje zatem „kalifornizacja”, czyli globalizacja potrzeb i popytu”.
Zjawisko kalifornizacji potrzeb, jest jednym z podstawowych czynników kształtujących, zdaniem Ōmaego, globalną logikę strategicznych aliansów korporacyjnych. 